# 리히텐슈타인 후자 프란츠 데 파울라
리히텐슈타인의 프란츠 데 파울라 요아힘 요제프 후자(Prinz Franz de Paula Joachim Joseph von und zu Liechtenstein, 1802년 2월 25일 ~ 1887년 3월 31일)는 리히텐슈타인의 후자이다.

## 생애
1802년 2월 25일 빈에서 리히텐슈타인 후작 요한 1세 요제프와 퓌르스텐베르크베이트라의 요제파 여백작의 7남 7녀 중 차남으로 태어났다.
1887년 3월 31일 빈에서 사망했다.
1938년 7월 25일 형 알로이스 2세의 가계가 단절되면서 리히텐슈타인의 후위가 프란츠 데 파울라의 장증손인 프란츠 요제프 2세에게로 넘어가면서 현 리히텐슈타인 후작가의 직계는 프란츠 데 파울라의 후손이다.

## 자녀
1841년 6월 3일 에와 유제피나 줄리아 포토츠카 여백작과 결혼해서 슬하에 3남 1녀를 두었다.
| 사진 | 이름     | 생일             | 사망                    | 기타                                                                              |
| ---- | -------- | ---------------- | ----------------------- | --------------------------------------------------------------------------------- |
|      | 알프레트 | 1842년 7월 11일  | 1907년 10월 8일 (65세)  | 리히텐슈타인 후녀 헨리에테와 결혼, 슬하 7남 3녀, 프란츠 요제프 2세의 조부         |
|      | 조세피나 | 1844년 4월 22일  | 1854년 10월 10일 (10세) | 요절                                                                              |
|      | 알로이스 | 1846년 11월 19일 | 1920년 3월 25일 (73세)  | 마리 폭스와 결혼, 슬하 4녀, 클린코쉬의 요한나 엘리자베트 마리아와 재혼, 자녀 없음 |
|      | 하인리히 | 1853년 11월 6일  | 1914년 2월 15일 (60세)  | 미혼, 자녀 없음                                                                   |